# Вузькоколійна залізниця Губарівка — Пархомівка
Вузькоколійна залізниця Губарівка — Пархомівка — розібрана вузькоколійна залізниця Харківщини довжиною 33 км, що проходила за маршрутом Губарівка — Козіївка — Олександрівка — Пархомівка.

## Історія
Побудована у 1933 році для перевезення цукрового буряку до Пархомівського цукрового заводу та готової продукції з нього. Залізниця починалась від станції Губарівка, де вузькоколійка перетиналась з залізницею Люботин — Ворожба. У Козіївці був вокзал. Депо розміщувалось у Пархомівці.
До середини 1990-х рр. окремо існував пасажирський рух, поїзди курсували за розкладом. Після — їздили лише вантажні потяги.
Припинила своє існування у 2002 році. До червня 2003 року була повністю розібрана.

## Рухомий склад
Локомотивне господарство залізниці
- 3 тепловози ТУ4 (096 (покинутий на цукровому заводі), 1042, 2582),
- 1 тепловоз ТУ6Д (покинутий в Губарівці),
- 1 тепловоз ТУ6СПА-0044
- 3 тепловози ТУ7 (1648, 1706, 1873)
- 1 тепловоз ТУ7А-3052